# Hexastyl

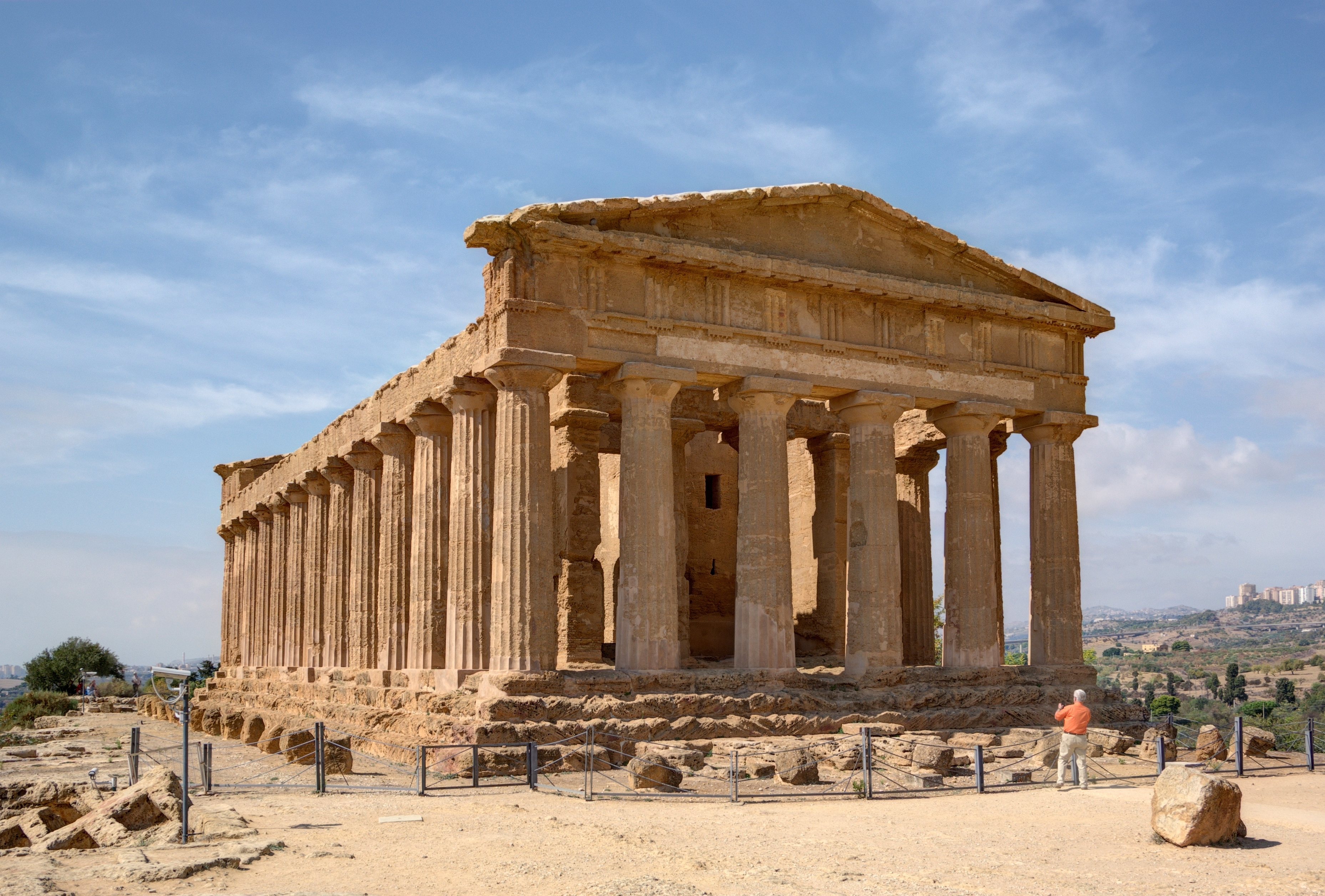
Concordia-tempel i Agrigento med hexastylfront

Hexastyl är en portik eller annan konstruktion med sex frontala kolonner.